# Каушікі Чакрабарті
Каушікі Чакрабарті (бенг. কৌশিকী চক্রবর্তী; нар.. 24 жовтня 1980 року) — індійська співачка, яка виконує класичну музику.

## Раннє життя
Чакрабарті народилася в 1980 році в Калькутті, в Індії. Каушікі — донька Чандани Чакрабарті та добре відомого співака індійського класичного вокалу Аджоя Чакрабарті. З двох років вона виявляла великий інтерес до музики. Каушікі супроводжувала свого батька у його світовому турне з музичними виставами з кінця 1980-х років. Вона заспівала свою першу пісню у віці 7 років, в Калькутському круїзному клубі.
У десять років вона почала вивчати класичну індійську музику в академії Пандіта Джнана Пракаш-Гоша (де навчався також і її батько), а пізніше вступила до ITC Sangeet Research Academy (Дослідна академія сангіта Ай-Ті-Сі), яку закінчила у 2004 році.
Чакрабарті закінчила школу «Патха-Бхаван» у Колкаті. У 2002 році вона закінчила коледж «Джогамая Деві» для жінок — філія Калькуттського університету.
Вона також навчалася у свого батька в Шрутинданській музичній школі в Калькутті. Вона не тільки спеціалізується на відтворенні Кьялса і Тумрі, але також вивчала південно-індійську класичну музику з Баламуралі Крішни з 2002 року.

## Кар'єра

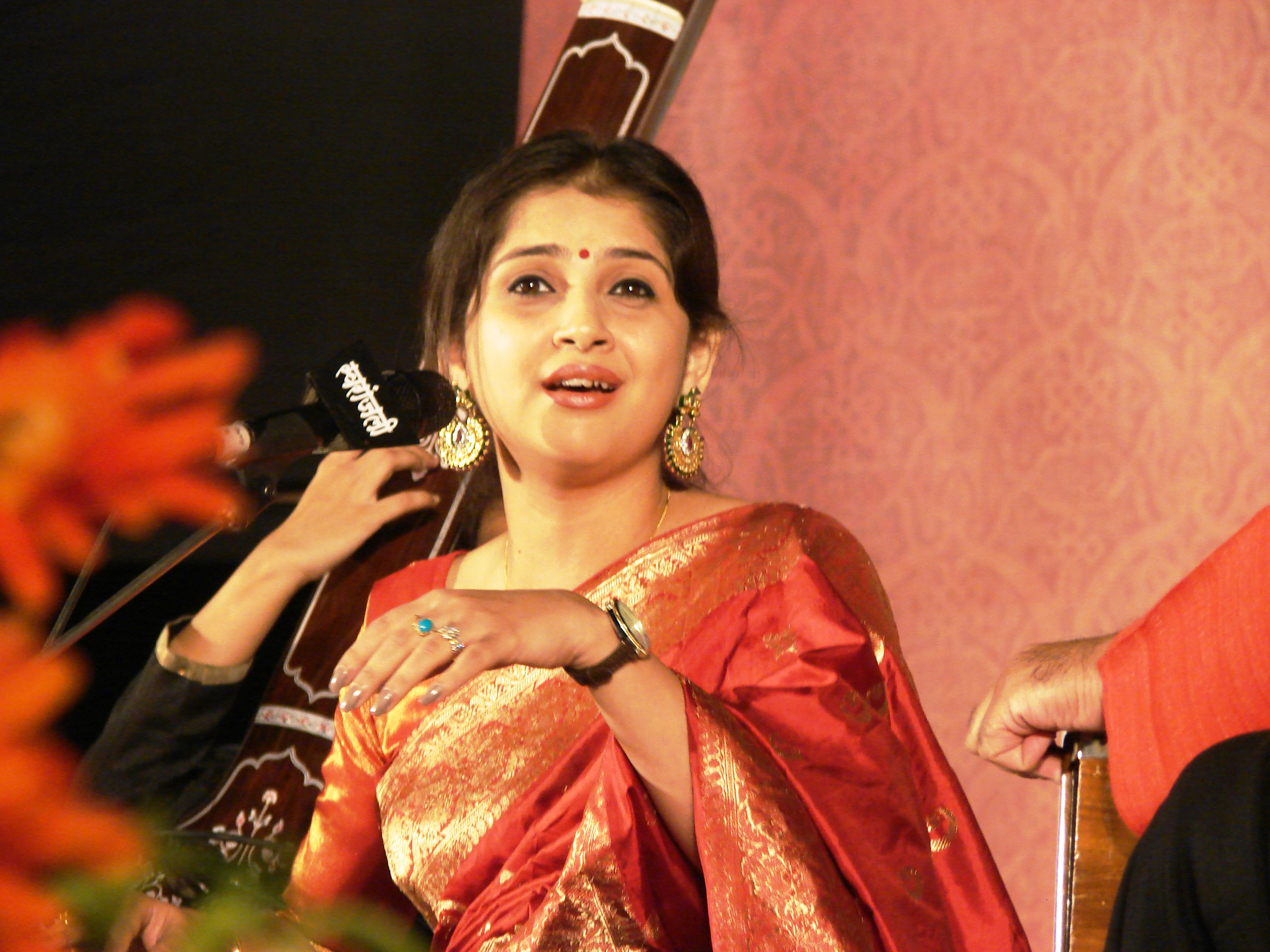
На музичному фестивалі «Савай-Ґандгарва» в 2013 році.

Каушікі брала участь у багатьох великих концертах, включаючи Dover Lane Music Conference (у двадцятирічному віці), ITC Sangeet Sammelan в Індії, Spring Festival of Music в Каліфорнії і Parampara Program в Лос-Анджелесі та у 2003 році у Лондоні For her musical performances she has been acclaimed as «torchbearer of the Patiala tradition»..
18 вересня 2011 року унікальні музичні сесії, організовані Національним центром виконавського мистецтва Мумбаї (NCPA), були представлені трьома вокалістами, серед яких були Каушікі, Ульгас Кашалкар та Девакі Пандіт.
Незважаючи на те, що Каушікі — співачка, вона працює ще ведучою щотижневого ток-шоу на розважальному каналі «Ruposhi Bangla», в якому беруть участь співаки. Ток-шоу називається «Gaan-Golpo ar Gaan» (рос. Песни, истории и песниПісні, історії та пісні), що виходить в ефір щонеділі. Гостями на ток-шоу, в свій час, були запрошені Банасрі Сенгупта, Шріканта Ачаря, Лопамудра Мітра та батько самої Каушікі — Аджой Чакрабарті.

## Особисте життя
Каушікі Чакрабарті одружена з професійним співаком Партхасаратхі Десіканом. У 2004 році у подружжя народився син — Рішітх.

## Нагороди
- Jadu Bhatta (1995)
- Outstanding Young Person (2000)
- BBC Award (2005)[11]

## Пісні, записані для фільмів
| Рік  | Пісня                               | Фільм                   | Співвиконавець     | Композитор        | Автор слів                       |
| ---- | ----------------------------------- | ----------------------- | ------------------ | ----------------- | -------------------------------- |
| 2013 | «Chillenra Chillenra»               | Thirumanam Ennum Nikkah | Сундар Нараяна Рав | М. Гхибран        | Каатхал Матхи і Мунна Шаукат-Алі |
| 2013 | «Hridoy Aamar Nache Re»             | Shunyo Awnko            | -                  | Рабіндранат Тагор | Рабіндранат Тагор                |
| 2013 | «Aloy Alokmoy Kore»                 | Shunyo Awnko            | -                  | Рабіндранат Тагор | Рабіндранат Тагор                |
| 2013 | «Emoni Barasha Chhilo Sedin»        | Shunyo Awnko            | -                  | Камал Дасгупта    | Пранаб Рой                       |
| 2013 | «Rabso Neha Laage» (баливал-бандиш) | Shunyo Awnko            | Анджой Чакрабарті  | Гаутам Гхосе      | Гаутам Гхосе                     |
| 2012 | «Bhalobashi»                        | 3 Kanya                 | -                  | Индрадип Дасгупта | Шриджато                         |
| 2012 | «Rahoon Tere Peechhe Peechhe»       | Paanch Adhyay           | -                  | Шантану Мойтра    | Свандан Киркирэ                  |
| 2011 | «Paata Jhora Brishti»               | Chaplin                 | Шаан               | Индрапир Дасгупта | Шриджато                         |
| 2011 | «Phire Ja Re Mon Ja»                | Jaani Dyakha Hawbe      | -                  | Индрапир Дасгупта | Шриджато                         |
| 2005 | «Vaishnava Jan To»                  | Вода                    | Аджой Чакрабарті   | Нарсінг Мехта     | Нарсінг Мехта                    |

## Альбоми
- 2002 — A Journey Begins
- 2005 — Hamaaro Pranaam
- 2005 — Water
- 2007 — Rageshri
- 2007 — Pure
- 2008 — Jhanak
- 2010 — Jag Do Din Ka Mela
- 2011 — Manomay
- 2011 — Kaushiki
- 2011 — Jaani Dyakha Hawbe
- 2012 — Paanch Adhyay (Original Motion Picture Soundtrack)
- 2013 — Boon
- 2013 — Hanuman.com
- 2013 — Shunyo Awnko
- 2013 — Thirumanam Enum Nikkah
- 2014 — Parapaar (Original Motion Picture Soundtrack)
- 2014 — Gulaab Gang
- 2014 — Ramanujan
- 2014 — Sondhey Naamar Aagey (Original Motion Picture Soundtrack)
- 2014 — Hrid Majharey (Original Motion Picture Soundtrack)
- 2015 — Karvaan
- 2015 — Kadambari (Original Motion Picture Soundtrack)
- 2015 — Family Album (Original Motion Picture Soundtracks)
- 2016 — Mirzya
- 2017 — Kaushikis Sakhi
- 2017 — Arani Takhon (Original Motion Picture Soundtrack)
- 2017 — Gaayeja